# Tino Sabbadini
Settimo "Tino" Sabbadini est un coureur cycliste français, né le 22 août 1928 à Monsempron-Libos et mort le 7 novembre 2002 dans sa ville natale. Il a notamment remporté la cinquième étape du Tour de France 1958.

## Palmarès et résultats

### Palmarès
- 1948
  - Grand Prix des Fêtes de Coux-et-Bigaroque
- 1950
  - Polymultipliée lyonnaise
- 1951
  -  Champion de France indépendants
  - Champion de Guyenne sur route
  - 6e étape du Circuit des six provinces
- 1952
  - 1re étape du Circuit des six provinces
  - 6eb étape du Tour du Sud-Est
  - 6eb étape du Critérium du Dauphiné libéré
- 1953
  - 8e étape du Circuit des six provinces
- 1954
  - 3e du Tour du Lot-et-Garonne
  - 3e de Paris-Limoges
- 1955
  - Circuit de la Vienne :
    - Classement général
    - 1reb étape
- 1956
  - Circuit de l'Indre
  - 4e étape du Critérium du Dauphiné libéré
- 1957
  - Circuit de l'Indre
  - 2e du Grand Prix de Cannes
  - 2e du Circuit du Finistère
- 1958
  - Grand Prix de Cannes
  - 1re étape du Tour de Romandie
  - 1re étape du Grand Prix du Midi libre
  - 5e étape du Tour de France
  - 1reb étape du Tour de l'Ariège
  - 2e du Circuit de l'Indre
  - 7e du Tour de Romandie
  - 10e de Paris-Tours
- 1959
  - 1re étape du Circuit d'Aquitaine
  - 2e étape du Tour de l'Oise
  - 3e du Grand Prix d'Antibes
  - 5e de Paris-Roubaix
  - 5e de Paris-Tours
- 1960
  - 2e étape des Quatre Jours de Dunkerque
  - 2e de Paris-Roubaix
  - 3e du Grand Prix d'Espéraza
- 1961
  - 2e du Grand Prix d'Espéraza

### Résultats sur le Tour de France
7 participations
- 1952 : 70e
- 1953 : abandon (7e étape)
- 1956 : 84e
- 1957 : abandon (17e étape)
- 1958 : 53e, vainqueur de la 5e étape
- 1959 : 62e
- 1960 : 60e